# 胜天水库
胜天水库是中国重庆市江北区境内的一座水库，位于嘉陵江支流黑水滩河上，建于1980年。水库正常库容为584万立方米，集雨面积为40平方千米，海拔为388.99米。